# Proneomenia insularis
Proneomenia insularis is een Solenogastressoort uit de familie van de Proneomeniidae. De wetenschappelijke naam van de soort is voor het eerst geldig gepubliceerd in 1911 door Heath.